# Мельниченко Андрій Ігорович
Андрій Ігорович Мельніченко (нар. 8 березня 1972, Гомель, Білоруська РСР, СРСР) — російський підприємець, меценат, олігарх.
Основний бенефіціар російського виробника добрив Єврохім і вугільно-енергетичної компанії СУЕК, кожна з яких входить до числа найбільших у світі в своїй галузі. Член рад директорів у обох компаніях.
За даними журналу «Експерт», Мельниченко є найактивнішим приватним інвестором у несировинний сектор промисловості Росії (20 % інвестицій, зроблених усіма нафтогазовими компаніями Росії в 2012—2017 рр.).
Маючи статки в $24,9 млрд, на січень 2022 року, посідав №7 у рейтингу мільярдерів Forbes серед російських мільярдерів (№65 у світі). За даними Bloomberg, мав $18 млрд, за даними на січень 2022 року (10-е місце в Росії, 107-е місце у світі).
З 2022 через вторгнення Росії в Україну перебуває під персональними санкціями ЄС.

## Біографія

### Освіта
Андрій Мельніченко народився 8 березня 1972 р. у Гомелі Білоруської РСР у сім'ї викладачів. Його мати є українкою. Бувши обдарованою дитиною, він вступив до спеціалізованого навчально-наукового центру Московського державного університету ім. Ломоносова (СУНЦ МДУ), а в 1989 р. — На фізичний факультет МДУ. Пізніше перевівся до Російського економічного університету імені Г. В. Плеханова, який і закінчив за спеціальністю «Фінанси та кредит».

### Банківський бізнес та інвестиції у промислові активи
Під час навчання в університеті почав займатися бізнесом разом із друзями-студентами, відкривши пункт обміну валют прямо на території гуртожитку. На початку 1990-х, на тлі розвалу Радянського Союзу та появи нової ринкової економіки, Мельниченко та його партнери заробили перші 50 тисяч доларів США від діяльності пунктів обміну валют, що дозволило їм отримати ліцензію Центрального Банку Росії.
У 1993 році став співзасновником МДМ-Банку, який згодом став одним з найуспішніших і найбільших російських приватних банків. У 1993—1997 роках — голова ради директорів МДМ-Банку. Банк перейшов до купівлі валюти на міжбанківському ринку, розвиваючи ринок похідних фінансових інструментів та боргові інструменти. Банк розширювався за рахунок злиттів і поглинань, інтегрувавши бізнес семи регіональних банків. При цьому не брав участі у пострадянських програмах приватизації чи заставних аукціонах 1990-х. У 1997 році викупив акції МДМ-Банку у своїх партнерів, став єдиним акціонером та головою правління Банку. З 2001 по 2005 рік — голова ради директорів МДМ-Банку. Поступово він перетворився на один із найбільших приватних банків Росії за розміром сумарних активів і першим за випуском російських корпоративних єврооблігацій. Під управлінням Мельниченка, МДМ Банк був визнаний банком року журналом The Banker у 2002-3 рр., а Euromoney (2003 р.).) та Global Finance (у 2004 р.) назвали його «найкращим російським банком»..
У 2000 році стає співзасновником Групи МДМ для інвестицій у галузі промисловості:
- видобуток та переробка вугілля,
- виробництво мінеральних добрив,
- виробництво труб.

Ця стратегія була реалізована шляхом придбання більш ніж 50 акціонерних товариств, заводів та шахт. Мельниченко виявив приватні підприємства, які належали різним власникам і дозволили йому сформувати три окремі компанії: СУЕК, ЄвроХім і ТМК (з бізнесу останньої він вийшов у 2006 році через IPO). У 2001—2004 роках — президент Групи МДМ. У 2007 році продав акції МДМ-Банку партнеру по МДМ Групі Сергію Попову, сконцентрувавшись на розвитку промислових активів у сфері добрив та вугілля. Виконавши свою місію щодо консолідації активів, Група МДМ припинила своє існування.

### Єврохім
У 2007 році став основним акціонером Єврохіму, раніше став головою ради директорів компанії в квітні 2004 року.
Коли компанія була заснована, придбані активи складалися з кількох азотних заводів із обладнанням радянської доби та фосфатної шахти під загрозою закриття. Під управлінням Мельниченка, ЄвроХім з набору розрізнених, які страждають від відсутності фінансування російських активів, перетворився на одного з найбільших у світі високотехнологічних виробників мінеральних добрив.
Одне з ключових підприємств Єврохіму, Новомосковський Азот, стало найбільшим у Європі заводом з виробництва карбаміду, де вперше в Росії розпочато виробництво гранульованого карбаміду. Нові сучасні виробничі потужності були побудовані з нуля в Невинномиську (включаючи першу установку з виробництва меламіну в Росії) та Ковдорі (включаючи комплекс з переробки апатит-штафелітових руд). Активи Єврохіму були сертифіковані за міжнародними стандартами ISO. У порту Сілламяе (Естонія) було відкрито сучасні термінали та модернізовано порт Мурманська. Лабораторії, придбані в Німеччині в 2011 р., доповнюють аналогічні об'єкти в Росії та інших країнах та зайняті розробкою добрив другого покоління, включаючи інноваційні добрива уповільненої дії, які допомагають зменшити вплив аграрного сектора на навколишнє середовище.
Єврохім придбав ліцензії на освоєння калійних родовищ у Волгограді (2005 р.) та Пермі (2008 р.)) для створення двох великих калійних комбінатів.
У 2015 році Єврохім переніс головний офіс до Швейцарії для залучення капіталу для інвестиційних проектів та забезпечення міжнародного зростання. Компанія має виробничі, логістичні та дистриб'юторські об'єкти в Росії, Бельгії, Литві, Естонії, Китаї, Німеччині, Казахстані та США. У цьому, компанія продовжувала сплачувати податки у Росії, де її багато виробничі активи. Єврохім реалізує свою продукцію у понад 100 країнах. Група залучила кошти на міжнародних ринках капіталу інвестицій. У 2016 р. Єврохім зробив інвестиції в Agrinos, організацію виробництва органічного харчування рослин, в рамках плану інвестицій у науково-дослідні розробки, які призведуть до створення продукції нового покоління. Крім цього, Єврохім продовжив розширювати свою дистриб'юторську мережу у світі, набуваючи підрозділів у США, Аргентині, Бразилії та Угорщині. Компанія розробляє екологічні добрива другого покоління, включаючи добрива пролонгованої дії, щоб сприяти мінімальному впливу на довкілля в аграрному секторі. Одне з добрив Єврохіму, Entec 26, стало єдиним продуктом такого роду, визнаним вуглецевою біржею у Швейцарії, тобто вперше було визнано внесок удосконалених спеціалізованих добрив у скорочення викидів парникових газів із сільськогосподарських джерел.
Андрій Мельниченко — основний бенефіціар та член ради директорів компанії «Єврохім». За даними на 2020 рік, він контролює 100 % акцій компанії.

### СУЕК
Мельниченко став членом ради директорів Сибірської вугільної енергетичної компанії (СУЕК) у лютому 2005 року, і головою ради директорів — у червні 2011 року. У тому ж році відбулося створення на базі виділених із СУЕК енергетичних активів Сибірської генеруючої компанії (СГК). У 2013 році, Мельниченко став основним акціонером СУЕК та СГК.
Андрій Мельниченко — основний бенефіціар СУЕК (СУЕК безпосередньо володіє СДК). За даними на 2021 рік, він контролює 92,2 % акцій компанії. Голова комітету зі стратегії (невиконавчий директор) ради директорів СУЕК — з квітня 2015.

## Стан та бізнес активи
У 2021 році Андрій Мельниченко посів восьму позицію в рейтингу «200 найбагатших російських бізнесменів», опублікованому журналом Forbes ($17,9 млрд).
| Показник        | 2010 | 2011 | 2012 | 2013 | 2014 | 2015 | 2016 | 2017 | 2018 | 2019 | 2020 | 2021 |
| Стан (млрд USD) | 4,4  | 8,6  | 10,8 | 14,4 | 11,4 | 8,2  | 10,1 | 13,2 | 15,5 | 13,8 | 12,5 | 17,9 |
| Місце (у світі) | 189  | 105  | 81   | 56   | 97   | 137  | 139  | 89   | 88   | 90   | 95   | 105  |
| Місце (у Росії) | 24   | 17   | 11   | 6    | 9    | 13   | 11   | 9    | 7    | 8    | 9    | 8    |

На січень 2022 року, у рейтингу Forbes Real-time посідав 7-е місце серед російських мільярдерів (65-те у світі) зі статком у $24,9 млрд.
За даними Bloomberg, має статки в $18 млрд, на січень 2022.

## Особисте життя

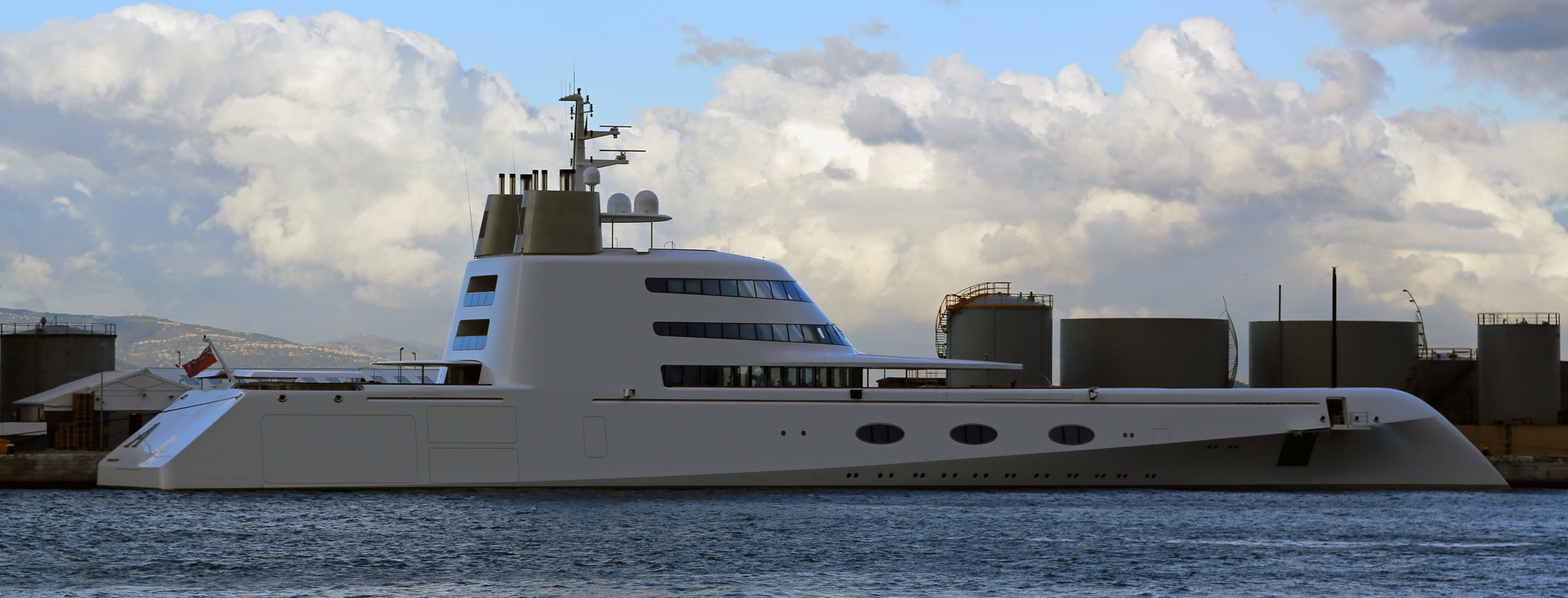
А 2008 року

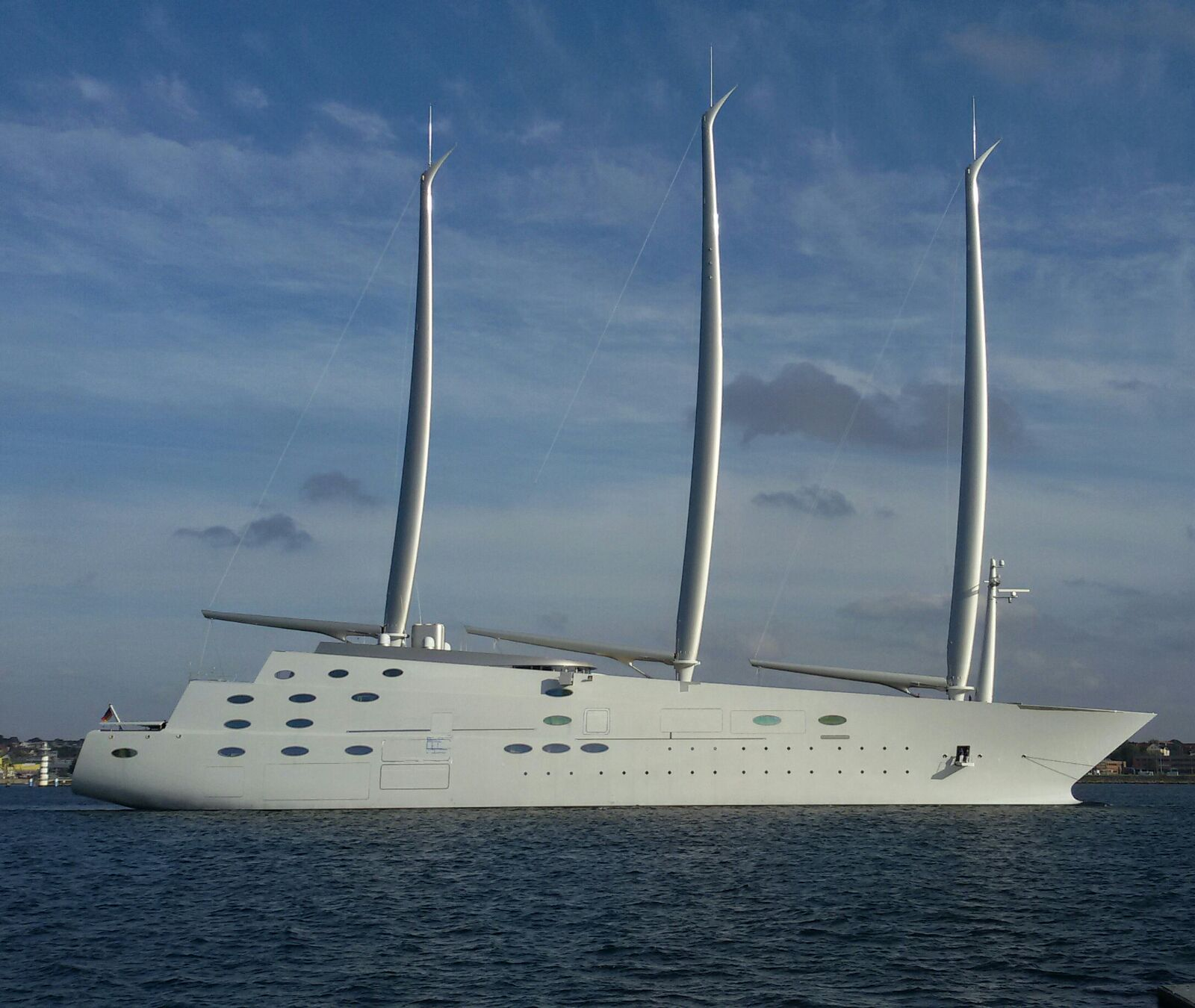
А 2017 року

У 2005 р. Мельніченко одружився з громадянкою Сербії Олександрою Ніколіч, колишньою сербською співачкою та моделлю. У них двоє дітей — дочка Тара, яка народилася у 2012 р., та син Адріан, який народився у 2017 р.
Андрію Мельниченко належить моторна яхта «А», спроектована Філліпом Старком і побудована ThyssenKrupp Marine Systems на верфі HDW (місто Кіль, Німеччина). Вона була спущена на воду влітку 2008 року після чотирьох років будівництва. Водотоннажність яхти 6000 тонн, довжина 119 м, ширина 18,87 м, на ній встановлені два двигуни по 12 000 к.с., на яхті 14 спальних місць. У 2017 році зі стапелів у Німеччині зійшла нова вітрильна яхта «А». Її водотоннажність понад 12000 тонн, ширина 25 м, довжина 143 м площа найбільшого вітрила становить 1767 м2. Частина понесених витрат мала бути відшкодована за рахунок ліцензування розроблених при проектуванні технологій для подальшого комерційного застосування.

## Санкції
Через порушення територіальної цілісності та незалежності України під час російсько-української війни перебуває під персональними міжнародними санкціями різних країн.
З 9 березня 2022 року його занесли до санкційного списку всіх країн Європейського союзу.
З 15 березня 2022 року перебуває під санкціями Великої Британії. Було запроваджено замороження активів, санкції щодо трастових послуг і заборона на поїздки, а також транспортні санкції.
З 16 березня 2022 року перебуває під санкціями Швейцарії.
З 6 квітня 2022 року перебуває під санкціями Австралії.
З 2 серпня 2022 року перебуває під санкціями США.
З 12 жовтня 2022 року перебуває під санкціями Нової Зеландії.
Указом президента України Володимира Зеленського з 19 жовтня 2022 року перебуває під санкціями України.
27 січня 2023 року під санкціями Японії.
24 лютого 2023 року внесений до санкційного списку Канади.
11 жовтня 2024 року Велика Британія ввела санкції проти Мельниченка та Григорія Березкіна.

## Нагороди
- 2016 — Відзнака «За благодіяння» (11 червня 2016 року) — за великий внесок у благодійну та громадську діяльність[39].
- 2019 — Командор ордену Зірки Італії (7 червня 2019 року, Італія), за особливі заслуги у розвитку діалогу та економічного співробітництва між Італією та Росією[40][41][42].
- 2021 — Орден Олександра Невського (24 серпня 2021 року) — за великий внесок у розвиток хімічної промисловості та багаторічну сумлінну роботу[43][44]